# Diego Abraham Ávila
Diego Abraham Ávila Rocha (nacido el 28 de febrero de 1991 en Guadalajara, Jalisco) es un futbolista mexicano que juega en la posición de Portero. Actualmente milita en el Club Deportivo Guadalajara, participando como tercer portero en las fuerzas inferiores, aún no recibe la oportunidad de debutar en Primera división mexicana.